# Magna Curia

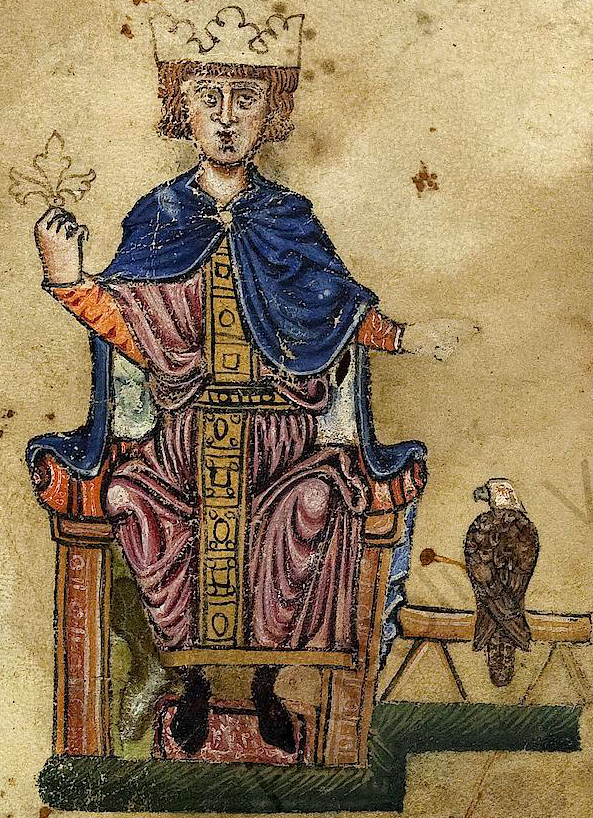
L'imperatore Federico II di Svevia, ritratto sul suo imponente trono mentre presiede la Magna Curia e la corte maggiore del regno siciliano

La Magna Curia del Regno di Sicilia fu l'organo centrale della amministrazione pubblica.

## Descrizione
Era composta da cinque grandi ufficiali (poi sette) e da vari consiglieri e funzionari regi. Guglielmo II di Sicilia la divise di due organismi: uno come organo finanziario alle dipendenze del camerario, l'altro come alta corte di giustizia.
Nella Magna Curia con l'istituzione di magistrati e giustizieri provinciali siciliani veniva assicurata la libertà civile dei sudditi e si formava una autorità giudiziaria, perfezionata dalla figura del maestro giustiziere che aveva facoltà di avocarvi sia cause civili che penali e di decidere in base agli scritti del diritto. Propriamente detta consiglio reale, il re veniva assistito da sette grandi ufficiali e da fidati prelati e baroni, per esaminare le cause appellate dai nobili. 

## Storia
Venne istituita intorno al 1140 dal re Ruggero II di Sicilia che modificò la struttura amministrativa, centrale e periferica, di cui si era servito fino ad allora nella contea di Sicilia: l'espressione curia regis, documentata per la prima volta nel 1145, indicava il corpo "riformato" dei funzionari del re che aveva sede nel palazzo reale di Palermo. La prima composizione vedeva i figli del re Anfuso, Guglielmo e Ruggero, l'ammiraglio Michele, il cancelliere Roberto, il magister Tommaso, lo scriniarius Maione, il logotheta Nicola; il protonotarius Filippo e il magister Aschettino.
Ruggero per primo introdusse la figura del giustiziere provinciale e dei tre distretti siciliani di Val Demone, Val di Noto, Val di Mazara ed una Camera civile in Val di Girgenti al di là del fiume Salso determinando le provincie dei magistrati giuridici-economici.
Nel 1172 già Guglielmo II di Sicilia aveva istituito la propria Magna Curia con tre giudici(definiti grandi e supremi) componenti un Tribunale supremo e ordinario dove si proponevano petizioni, eccezioni, si esaminavano testimoni e prove, la pertinenza e il possesso di ampie baronie siciliane, riconoscendo per primo l'autorità e competenza del tribunale. 

### La Curia di Federico
Con l'imperatore Federico II essa ebbe la massima grandezza e dignità, rinnovata come tribunale di suprema, amplissima e ordinata giurisdizione nel 1231 con le costituzioni di Melfi. L'istituzione venne anche descritta dall'arabo Novairo come la curia del Maestro giustiziere, dalla nuova figura istituita e subentrata nella direzione del supremo organo giudiziario del Regno al posto dei tre magistri, che con le sue figure giuridiche venne reputata conforme alle azioni dei re normanni inglesi. Nelle costituzioni l'imperatore Federico II cita la frase in latina, Nihil veterum principum authoritati detrahimus, come l'inizio della Magna Curia dove dichiarava di: 1 ) rimettere in vigore ordini e istituzioni dei predecessori ; 2 ) deliberare e adattare nuove riforme; 3 ) recare a forme migliori istituzioni antiche, vengono inoltre apportate severe modifiche anche a diverse tradizioni linguistico - culturali, quella greco-bizantina, quella arabo-musulmana e quella latina.

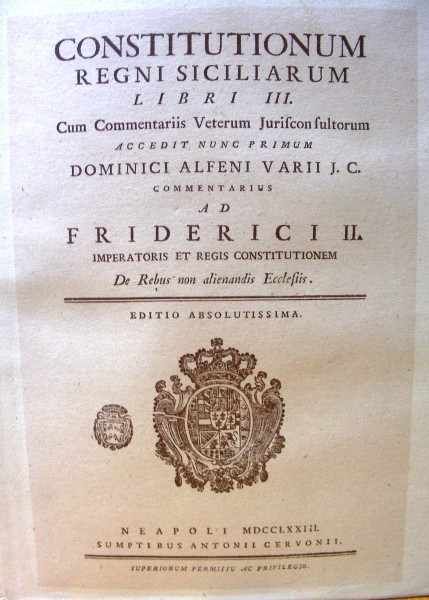
Le Constitutionum Regni Siciliarum di Federico II.

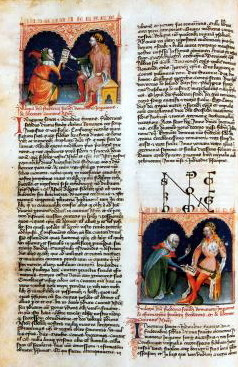
Manoscritto dei Privilegi concessi da Federico II ai Pari del regno

La Magna Curia dell'imperatore Federico II era un vero tribunale con figure giuridiche e giudici,sulla quale Egli stesso esercitava la suprema giurisdizione a persone di qualunque grado sociale. Alla Magna curia competevano gli appelli dalle baronie e dei feudi iscritti nei registri fiscali,con un maestro di giustizia che girava e visitava il reame esercitando il suo grado. Durante il governo di Federico II l'ammirazione per la saggezza economica e l'intelligenza nell'ordine pubblico adottata, oltrepassò i confini della Sicilia.Chiunque avesse commesso nei confini siciliani dei leggeri delitti o delle cause civili o delitti atroci, vedeva amministrata la giustizia con delle sanzioni. 
La Magna Curia era inoltre ambulante. Ambulanti lo erano i magistrati locali e provinciali ed anche la Suprema Autorità giudiziaria che girava in ogni luogo del regno così ciascun suddito poteva implorarla dinanzi alla propria porta. Rinnovata ed autonoma era anche l'identità letteraria dello stato di Federico II,legata alla scelta di usare il volgare siciliano locale Fu presieduta come maestro giustiziere dal 1222 al 1242 da Enrico Di Morra.

### La curia dei pari
L'autorità generale ed ampia della magna curia era affiancata dalla Curia dei pari. Per ragioni di privilegio i nobili del regno siciliano erano reputati come Pari (o Convassalli) dell'impero normanno e costituivano la corte, l'assemblea e i giudici naturali di individui di stesso ceto sociale in cause civili e criminali. La curia venne regolamentata dal re Ruggero II in una forma legittima e vennero aggiunti come assessori, i magistrati.In tutti i giudizi dei baroni e nobili del tempo si rinviene almeno un intervento di magistrati e di giustizieri. Gravi delitti imputati a nobili altolocati erano giudicati da conti e baroni con la citazione la corte che li giudicò fu composta di suoi pari.Nelle Costituzioni di Melfi dell'imperatore Federico II si ordinò che i giudici del regno erano come assessori necessari ad assistere a tutti i giudizi dei nobili così da poter rappresentare degnamente la curia sotto i Normanni.

### Uffici della corona

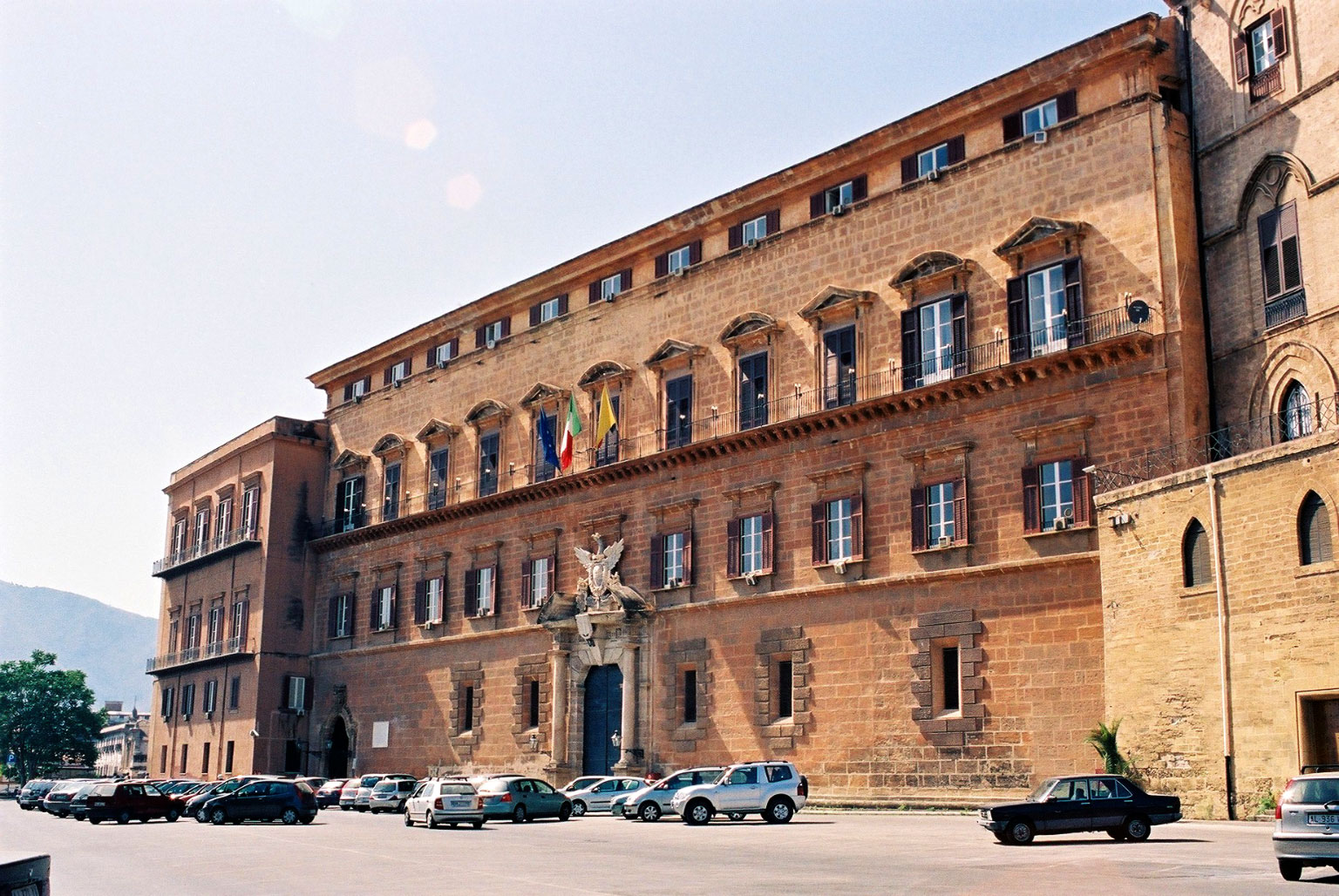
Il Palazzo Reale siciliano di Palermo come sede degli uffici della corona

Tutte le corti del regno siciliano riconoscevano una Corte Maggiore presieduta dalle autorità. Ne presiedeva il re assistito da ufficiali, consiglieri e magistrati che componevano il supremo consiglio di stato. Il re Ruggero II volle come esempio di modello monarchico, costituire degli uffici deputati alla corona reale per esercitare la giurisdizione. Amministravano negli uffici alte cariche militari,di giustizia,di economia ed il Gran Siniscalco di Stato. Gli affari di stato e gli esteri erano affidati al Gran Cancelliere di Stato, le cariche di consiglieri naturali erano affidati ai primi baroni e anche scienziati, uomini d'ingegno e letterati favorendo le alte doti artistiche (ars dictandi). Tutti gli uffici componevano il Gran Consiglio di Stato presieduto dal re radunato a palazzo. La città di Palermo che era stata la sede degli Arabi,fu la sede della monarchia e nel palazzo reale vennero disposte stanze nobilissime a privati e grandi consiglieri. Qui si teneva il consiglio di stato che manifestava la sovrana risoluzione assegnando i motivi e le ragioni, tutti registrati dalla cancelleria tenuta e servita da scrittori e notai come ufficiali del regno siciliano. La squadra privata reale era invece deputata alla custodia del palazzo e la sua corte era simile alle magnifiche corti dei principi musulmani.

### La Curia con gli angioini
Con gli Angioini si ebbero tre supremi organi: la Magna Curia come complesso dei sette grandi ufficiali, quella dei maestri razionali, trasformata poi nella Camera della sommaria e la Magna Curia del maestro giustiziere, affiancata dal 1304 da una curia del gran siniscalco, poi chiamata curia regale, poi curia ducale e quindi curia della vicarìa.
La Magna Curia giudiziaria fu abolita dal 1336 al 1345.

## La cultura nella Magna Curia

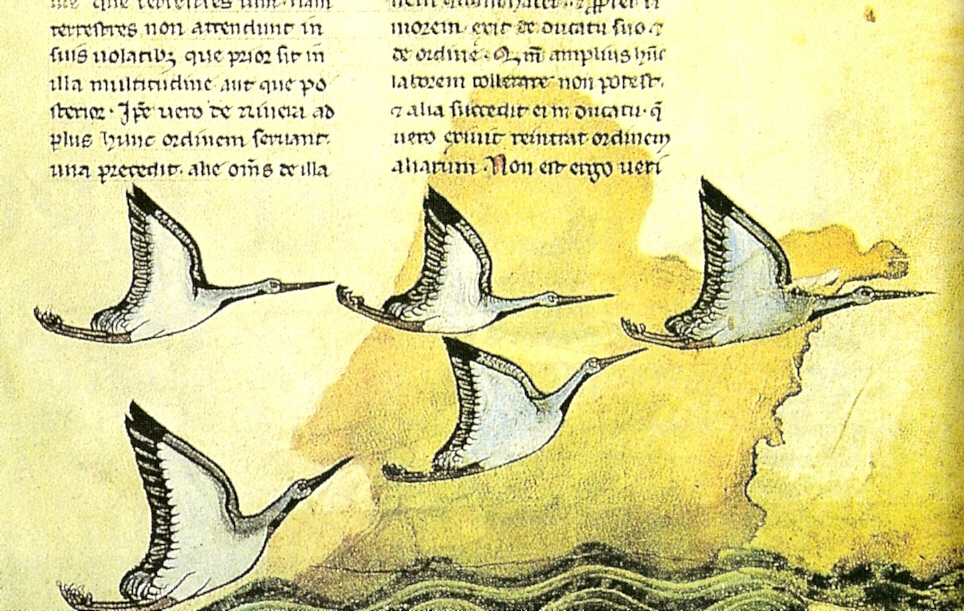
Particolare del folio 16recto del trattato "De arte venandi cum avibus"

Dal 1230 al 1250 circa, intorno alla Magna Curia di Federico II si raccoglie un gruppo di poeti e uomini di cultura, siciliani o provenienti da altre zone del dominio imperiale. Alcuni avrebbero anche fatto parte dell'organismo, come Pier della Vigna e Taddeo da Sessa.
Il rinnovamento di Federico II continuò con l'approfondire la filosofia, l'astrologia, l'astronomia, la matematica l'algebra, la medicina e le scienze naturali. Scrisse anche un manuale sulla falconeria, il De arte venandi cum avibus che rappresentò un notevole progresso verso la scienza moderna. La falconeria era esercitata dalla corte con passione in Puglia presso il Castello di Lucera (o dei Saraceni) ed a Castel del Monte (ora Patrimonio dell'Umanità presso Andria). La Magna Curia favoriva il soggiorno a corte di uomini di gran cultura quali Michele Scoto, Teodoro d'Antiochia e di Juda ben Salomon Cohen. A Palermo durante il XIII secolo vennero tradotti i commentari di Averroè sull'opera De anima di Aristotele. Dei 35 commentari totali conosciuti all'epoca, ne furono tradotti in caratteri arabici circa 28 titoli; di seguito 15 di essi vennero tradotti dall'arabo al latino. Tra questi: il commentario sulla Fisica , l'11º: Meteorologica (tradotto da Michele Scoto); il 15º: Metafisica, con il suo Proemio di Fisica tradotto da Teodoro d'Antiochia.
Vennero poi tradotti 19 commentari dall'ebraico. Di questi l'Epitomo di Fisica venne tradotto dallo Scoto, ed il suo Minus Proemium fu tradotto da Teodoro d'Antiochia e da Mantinus, poi pubblicato nel 1575. Inoltre nei testi vengono anche indicate; 
- le traduzioni di Aristotele
- le parafrasi di Aristotele
- i testi arabi di Alfarabi, Avicenna e Avempace.
Federico II accolse anche i sostenitori delle teorie d'avanguardia delle Scuole d'oriente, per questo gli scrittori medievali lo definirono più volte un musulmano battezzato. Accolse alcuni poeti o romanzaturi nella Scuola siciliana alla quale il poeta Dante Alighieri riconoscerà la priorità della lingua volgare e del linguaggio poetico. Nel 1224 Federico II istituì l'Università di Napoli la prima istituzione statale con docenti dell'impero tra cui i giuristi Benedetto da Isernia e Roffredo di Benevento. Nel 1231 venne approvata la regola della Scuola Medica Salernitana con l'istituzione della prima cattedra; inoltre venne regolata l'attività di medico nella stessa scuola

### La lingua e la poesia
La poesia lirica dei Siciliani ( poeti di origine siciliana) conteneva un linguaggio ricco in qualità-quantità capace di inventare parole nuove per neologismo e sincretismo (attraverso i dialetti italiani e francesi), formando una concreta linguistica definita come Aulico siciliano. Questa ricchezza poetica e metrica fu dovuta alle caratteristiche della Magna Curia, che si spostava nel corso delle campagne militari ed acquisiva di volta in volta come modello linguistico una nuova lingua oppure un dialetto locale. L'accoglienza presso la corte siciliana dei poeti provenzali e della loro poesia trobadorica, portò i poeti siciliani a leggere ed a frequentare questi trobadour ed a imitarli nello scrivere alla stessa maniera. Grazie al modello provenzale si riuscì a dare valore al volgare siciliano (usato solo in qualche canto plebeo o di giullari come Cielo d'Alcamo) per diventare pregevole e degno della poesia, come confermato poi da Dante nella sua opera De vulgari eloquentia.
L'introduzione di un nuovo sistema metrico quale il Sonetto, diede lo spunto al sistema canonico per eccellenza di far poesia, lo stesso usato poi dal Petrarca mettendo in rilievo la praticità e musicalità che questa forma poetica dimostra.